# Trichostachys longifolia
Trichostachys longifolia är en måreväxtart som beskrevs av William Philip Hiern. Trichostachys longifolia ingår i släktet Trichostachys och familjen måreväxter.
Artens utbredningsområde är Gabon. Inga underarter finns listade i Catalogue of Life.